# 元勲
元勲（げんくん）とは、歴史上の王政復古（朝権回復）に対して大きな功績があった者をさす用語で、現在に至るまでに古代の大化改新、中世の建武新政、近代の明治維新の三度の革新があったが、近代日本においては特に明治維新によって政界に影響力を持った有力政治家を指すことが多い。

## 日本における元勲

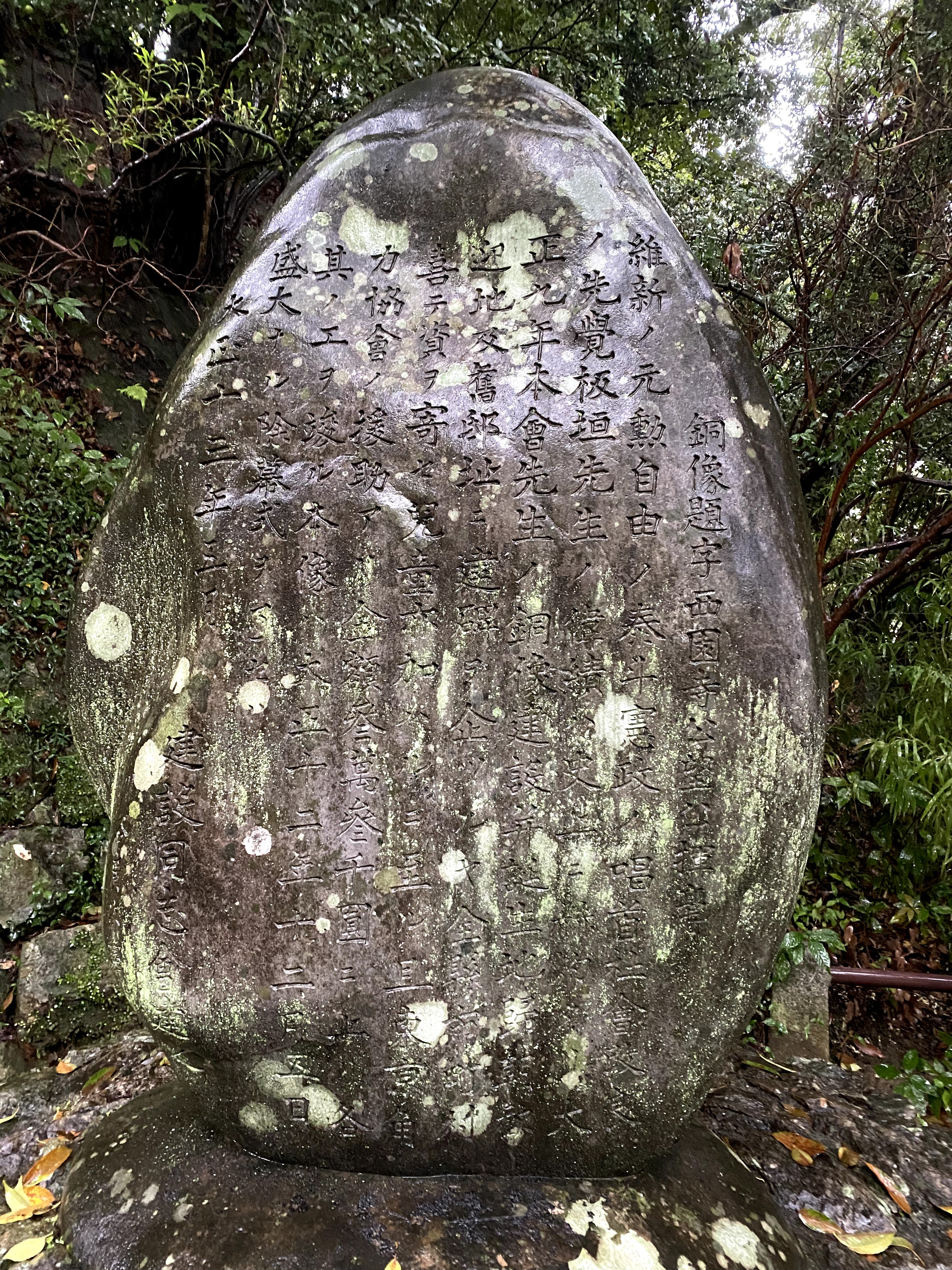
高知・板垣像建立由来碑（西園寺公望撰）
冒頭に「維新ノ元勲」と記されている。
板垣伯銅像記念碑建設同志會建立

維新（王政復古）を実現し、明治政府の樹立・安定に寄与した一群の人物たちは特に「元勲」と呼ばれた。「元勲」の語は、1882年（明治15年）、板垣退助が岐阜において、暴漢に刺された時（岐阜事件）、明治天皇が「板垣は国家の元勲なり、捨て置くべきにあらず」と述べられたのを起源とする。
この板垣退助の岐阜遭難事件が新聞各社で報道された結果、「国家の功労者」として漠然と認識されていた人物たちに「元勲」という用語が定着していった。1885年（明治18年）のころからマスコミ等において用いられ、当初は、板垣退助、大久保利通、西郷隆盛、木戸孝允、三条実美など初期の最有力者を指していた。その後、伊藤博文などの後の世代も元勲という呼び名で呼ばれるようになったが、当初は「元老」と混用されて用いられていた。やがて制度としての元老が浸透すると、元勲はもっぱら戊辰戦争で実際に戦った維新の功労者であった実力者達に対して用いられるようになった。
内閣制度発足後には伊藤博文、山縣有朋、黒田清隆、そして維新の折には大きな影響力を持たなかった松方正義、桂太郎も、元勲優遇の詔勅を受けている。

### 明治日本の元勲
各出身内での順番は生年順（ただし、島津氏・毛利氏は各出身内で最後に配置）

#### 京都出身
- 岩倉具視[5]
- 三条実美[6]
- 西園寺公望

#### 薩摩出身
- 西郷隆盛[5][7][8]
- 大久保利通[5][8]
- 小松清廉（小松帯刀）[5]
- 松方正義[9]
- 黒田清隆[8][10]
- 大山巌[8]
- 西郷従道
- 島津久光[11]
- 島津忠義[12]

#### 長州出身
- 大村益次郎[5]
- 木戸孝允[5][8]
- 前原一誠[5]
- 広沢真臣[5]
- 井上馨[8]
- 山縣有朋[8][13]
- 伊藤博文[8][14]
- 山田顕義
- 桂太郎[15]
- 毛利元徳[16]

#### 土佐出身
- 板垣退助[3]
- 後藤象二郎[8]
- 佐々木高行
- 福岡孝弟
- 田中光顕[17]

#### 肥前出身
- 副島種臣
- 大木喬任
- 江藤新平[5]
- 大隈重信

#### 肥後出身
- 横井小楠[5]

#### 紀州出身
- 陸奥宗光

#### 福井出身
- 由利公正

#### 幕府出身
- 勝安芳（海舟）